# San Ildefonso Pueblo
San Ildefonso Pueblo ist ein Dorf im Santa Fe County des US-Bundesstaats New Mexico.

## Geographie
Das 458 Einwohner zählende Dorf mit einer Fläche von 10,7 km² liegt am Fuß der Pajarito Mountains.

## Geschichte

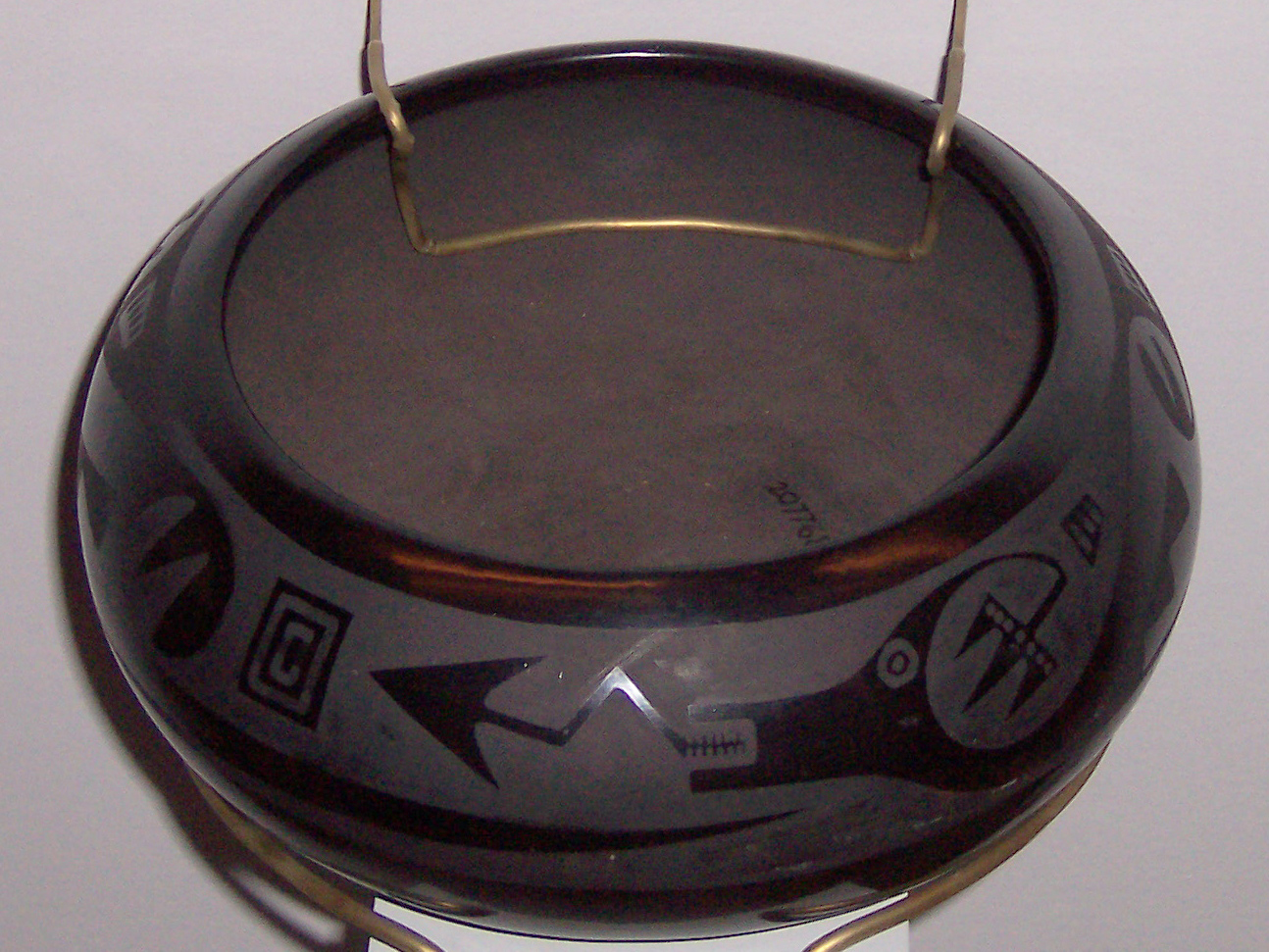
Ausstellungsstück im Field Museum

Der bereits seit dem 14. Jahrhundert besiedelte Ort ist bis heute bekannt für die hier hergestellten rein schwarzen Töpfereien. Diese schon zuvor ausgeprägte Fertigkeit wurde während der Depression der 1920er Jahre, die in der Gegend von San Ildefonso Pueblo unter anderem noch durch interne Konflikte und illegale Holzfällerei verstärkt wurde, der wichtigste Wirtschaftszweig des Ortes. Begünstigt wurde dies durch das wachsende Interesse an indianischem Handwerk.

Der Ort hat seit 1905 eine Kirche, die auf den Resten einer Missionskirche aus dem 17. Jahrhundert errichtet wurde.

## Söhne und Töchter des Ortes
- Maria Montoya Martinez (1885–1980), Keramikkünstlerin
- Manuel Lujan (1928–2019), US-amerikanischer Politiker und Innenminister der Vereinigten Staaten